# Thaddäus Steinmayr
Thaddäus Steinmayr (* 10. Juli 1921 in Erla im Mostviertel; † 1. Mai 2017) war ein österreichischer Politiker (ÖVP). Er war von 1969 bis 1989 Bürgermeister von St. Ulrich bei Steyr und von 1973 bis 1991 Abgeordneter zum Oberösterreichischen Landtag.

## Leben
Thaddäus Steinmayr war als Lehrer tätig, leitete die Volksschule in St. Ulrich bei Steyr und wurde zum Oberschulrat ernannt.
Ab 1949 war er ÖVP-Gemeinderat in St. Ulrich bei Steyr, wo er vom 17. Jänner 1969 bis zum 5. Juli 1989 das Amt des Bürgermeisters ausübte. Am 16. November 1973 wurde er mit Beginn der XXI. Gesetzgebungsperiode als Abgeordneter zum Oberösterreichischen Landtag angelobt, wo er Mitglied im Immunitäts- und Unvereinbarkeitsausschuss, im Ausschuss für Verfassung und Verwaltung, für Schulen, Kultur und Sport war und als erster Obmann-Stellvertreter des Kontrollausschusses fungierte. Dem Oberösterreichischen Landtag gehörte er bis zum Ablauf der XXIII. Gesetzgebungsperiode am 29. Oktober 1991 an.
1976 bat er mit einem Brief an Schulen in der ganzen Welt um Steine, um daraus ein Denkmal für den Frieden der Jugend der Welt zu bauen. Innerhalb von zwei Monaten erreichten rund 70 Steine die Gemeinde, 1977 wurde das Friedensdenkmal eröffnet. 1982 wurde St. Ulrich zur ersten Friedensgemeinde. Seit 1982 wird in St. Ulrich auch der Friedenssonntag, ein Fest, das beim Friedensdenkmal eröffnet wird, gefeiert.
Im Juni 2001 wurde der nach ihm benannte Thaddäus-Steinmayr-Friedensweg eröffnet. An diesem Weg befinden sich Skulpturen von Künstlern aus verschiedenen Nationen.
Am 1. Mai 2017 starb Steinmayr im Alter von 95 Jahren.

## Publikationen
- Thaddäus Steinmayr – ein Weg zum Frieden: St. Ulrich bei Steyr wird Friedensgemeinde, gemeinsam mit Elisabeth Kronsteiner, Ennsthaler-Verlag, Steyr 2007, ISBN 978-3-85068-699-0